# 石川県道162号高松内灘線
石川県道162号高松内灘線（いしかわけんどう162ごう たかまつうちなだせん）は、石川県かほく市と同県河北郡内灘町を結ぶ一般県道（石川県道）である。

## 路線概要
- 起点：石川県かほく市高松セ64番1地先（＝高松東交差点・石川県道59号高松津幡線交点）
- 終点：石川県河北郡内灘町字大根布ハ2番2地先（＝サンセットブリッジ北交差点）

概ね、のと里山海道と並行して内灘砂丘上を南北に貫くコースをとっている。起点から、砂丘地を西へ登り、JR七尾線を高架でわたった後国道159号（国道249号と重複）と交差して砂丘を下りる。のと里山海道高松インターチェンジ手前の県道高松交差点で南に折れる。その後、のと里山海道と国道159号の間を並走するように、かほく市七塚地区の集落を経ながら南下する。かほく市白尾を過ぎると、砂丘地の上の防砂林や畑の中を通り、内灘町に入る。同町西荒屋で砂丘の東側に下り、坂の下にある西荒屋交差点で石川県道8号松任宇ノ気線へ突き当たる。そのまま、石川県道8号松任宇ノ気線と重複して南下、内灘橋で河北潟放水路をわたり、同橋南詰で西に折れ、再び砂丘を登って医大病院前交差点に突き当たる。同交差点を北におれ、サンセットブリッジで再び河北潟放水路を渡り、北詰にあるサンセットブリッジ北交差点（終点）に至る。
起点付近（かほく市高松地区）は、のと里山海道高松ICと国道159号、かほく市笠島のPFU笠島工場とを東西に結ぶ役割をしており、この区間は、幅員が広めな両側2車線（片側1車線）となっている。
かほく市七塚地区の集落内で幅員が狭まったり、砂丘上をアップダウンしたりするほか、かほく市白尾 - 内灘町西荒屋にかけては、冬期など強風の際に砂の吹きだまりができることもある。

## 歴史
- 1973年（昭和48年）3月31日 - 路線認定。
- 2024年（令和6年）1月1日 - 能登半島地震が発生。内灘町西荒屋で不通となった[1]。

## 通過する自治体
- 石川県
  - かほく市 - 河北郡内灘町

## 接続道路
- 石川県道59号高松津幡線（かほく市内高松・高松東交差点：起点）
- 国道159号（国道249号と重複）（同市高松・高松インター東交差点）
- 石川県道227号八野高松線（同市高松・県道高松東交差点）
- 石川県道225号木津横山停車場線（同市木津）
- 石川県道56号七塚宇ノ気線（同市白尾・白尾IC口交差点）
- 石川県道8号松任宇ノ気線（河北郡内灘町西荒屋・西荒屋交差点、同町大根布）

## 重複区間
- 国道159号（国道249号と重複）（かほく市高松地内）
- 石川県道8号松任宇ノ気線（河北郡内灘町西荒屋・西荒屋交差点 - 同町大根布）